# Frieseomelitta francoi
Frieseomelitta francoi là một loài Hymenoptera trong họ Apidae. Loài này được Moure mô tả khoa học năm 1946.